# 瓦盧伊斯凱 (夏斯季耶區)
48°40′19″N 39°32′18″E / 48.67194°N 39.53833°E
瓦盧伊斯凯（烏克蘭語：Валуйське）是位於烏克蘭東部的村莊，由盧甘斯克州夏斯季耶区的斯塔尼察-卢汉斯卡市镇負責管轄。該村始建於1834年，面積65.1平方公里，海拔高度55米，2001年人口3,996，人口密度每平方公里61.4人。